# Orazio Di Negro
Orazio Di Negro (Genova, 10 febbraio 1809 – Genova, 2 novembre 1872) è stato un politico e ammiraglio italiano, già distintosi al comando della squadra navale sarda durante il corso della spedizione di Crimea, fu Ministro della Marina del Regno d'Italia nei governi Farini (dal 25 gennaio al 4 marzo 1863) e Minghetti I (dal 24 marzo al 24 aprile 1863).

## Biografia
Nacque a Genova il 10 febbraio 1809, figlio del marchese Lazzaro Francesco e di Teresa Giustiniani . Nel 1815 l'intera area ligure fu annessa al Regno di Sardegna, come stabilito dal Congresso di Vienna, e intraprese quindi la carriera militare nella marina sarda. Iniziò a frequentare giovanissimo, nel 1820, la Scuola di marina della città da cui uscì con il grado di guardiamarina di 2ª classe nel 1824. Nel 1825 partecipò alla spedizione contro Tripoli imbarcato sulla fregata a vela Commercio di Genova. Salì rapidamente di grado, sottotenente di vascello nel 1830, luogotenente di vascello di seconda classe nel 1835, di prima classe nel 1837, primo luogotenente di vascello nel 1839, e capitano di vascello di seconda nel 1842.   Mentre si trovava imbarcato a bordo del brigantino Staffetta il 12 dicembre 1846 fu insignito della medaglia d'argento al valor militare per aver contribuito al salvataggio dell'equipaggio di un brigantino greco Alessandro naufragato a causa di un fortunale nel porto di Genova.
Comandante della pirocorvetta Tripoli durante il corso della prima guerra d'indipendenza italiana si segnalò durante la spedizione della piccola squadra sarda nell'Adriatico (1848-49), in particolare nelle operazioni nel porto di Pirano, dove riuscì a liberare una imbarcazione veneta catturata dagli Austriaci sotto il fuoco delle batterie nemiche, e per la quale fu insignito della seconda medaglia d'argento al valor militare. Promosso capitano di fregata nel corso del 1848, divenne capitano di vascello di seconda classe l'anno successivo e di prima classe nel 1852, assumendo il comando della flotta sarda in navigazione nel Mediterraneo.
Nel 1855-1856, con il grado di capitano di vascello ed ebbe il comando della flotta sarda, composta dalle fregate a elica Carlo Alberto e Euridice e dalla fregata a ruote Governolo (nave ammiraglia) che prese parte alla spedizione di Crimea. Con le sue navi trasportò il corpo di spedizione piemontese, al comando di Alessandro Ferrero della Marmora, che salpò da Genova il 28 aprile 1855 e giunse la rada di Balaklava il 28 maggio.   Alzata la sua insegna sulla "Carlo Alberto", ottenne di partecipare con le proprie navi, schierata con quelle alleate, che dovevano attaccare Sebastopoli dal mare, ma tale operazione non fu mai attuata.
Nel corso di questa missione in Oriente conseguì la fama di ottimo manovratore, e al termine delle operazioni fu insignito della Croce di Commendatore dell'Ordine militare di Savoia. Promosso contrammiraglio nel 1859, entrò a far parte del Congresso permanente della marina militare, e poi divenne direttore dell'arsenale marittimo di Genova. Promosso viceammiraglio il 18 aprile 1860, nel giugno dello stesso anno il primo ministro Camillo Benso, conte di Cavour, per mezzo del viceammiraglio Francesco Serra, gli ordinò di salpare con le sue navi e "dare armi ed attrezzi per aiutare in Sicilia".
Al termine della spedizione piemontese in Italia centrale, mentre ancora il comandante della flotta sarda Carlo Pellion di Persano si trovava impegnato nell'assedio di Gaeta, emerse il difficile problema della fusione tra la ex marina del Regno delle Due Sicilie e quella del Regno di Sardegna.  Cavour decise di affidargli il comando del nuovo Dipartimento navale di Napoli affinché operasse con energia il riordinamento militare.
Tale decisione trovò l'avversione di Persano, che diede un giudizio negativo sulla persona del Di Negro, e avverti Cavour che Giuseppe Garibaldi non sarebbe mai andato d'accordo con lui ma il Primo ministro restò della sua convinzione. Il 21 novembre 1860 Cavour scrisse a Luigi Carlo Farini, da poco nominato luogotenente generale per il Mezzogiorno continentale, annunciandogli la sua nomina a comandante del dipartimento meridionale della marina ed usando parole lusinghiere per l'ufficiale genovese: Il marchese Orazio Di Negro farà bene, ha modi autorevoli ma gentili. Conosce molto bene il materiale ed è di una delicatezza che ne impone.
Raggiunta Napoli nei primi giorni del mese di dicembre, iniziò subito a lavorare prendendo dure decisioni. I quadri degli ufficiali erano stati enormemente dilatati in seguito alle promozioni concesse da Garibaldi, di accordo con Persano, e andavano drasticamente ridimensionati, bisognava anche tagliare le spese dell'arsenale, dove i provvedimenti assunti a favore delle maestranze nel corso della dittatura garibaldina comportavano un onere fortissimo per lo Stato. Inoltre si doveva riorganizzare ed aumentare le forze navali tramite una leva di marinai, la messa in armamento di tutte le imbarcazioni disponibili, e l'avvio di nuove costruzioni navali. Nell'aprile 1861, stanco delle opposizioni che incontrava nello svolgimento dell'incarico, si dimise,  e chiese ed ottenne il collocamento a riposo, ritirandosi a vita privata nella sua città natale. Il 20 novembre dello stesso anno ricevette la nomina a Senatore del Regno d'Italia e il rango di viceammiraglio. Prestò giuramento il 3 dicembre, ma non fu mai molto presente in Senato a causa delle sue condizioni di salute.
Nel 1863, tuttavia, fu chiamato a reggere il Ministero della Marina del Regno d'Italia durante i governi Farini e Minghetti I. A causa del peggioramento delle sue condizioni di salute si dimise dopo tre mesi. Si spense a Genova il 2 novembre 1872.

## Pubblicazioni
- Esercizi sulle diverse bocche da fuoco a bordo dei RR Legni.

### Annotazioni
1. ↑  Il principe Eugenio di Carignano, che il 7 gennaio 1861 aveva sostituito il Farini come luogotenente generale, ne fu vivamente rammaricato e scrisse a Cavour: "La retraite de l'admiral Di Negro est une grande perte pour la Marine, et pour ici immense où il a déjà beaucoup fait" e raccomandando di ricompensare l'ammiraglio "très distingué sous tous les rapports, et qui a rendu des grands services".

### Fonti
1. 1 2 3 4 5 6 7 8 9 10 11 12  Alberini, Prosperini 2016, p. 208.
2. 1 2 3 4 5 6 7 8 9 10 11 12  http://www.treccani.it/enciclopedia/orazio-di-negro_(Dizionario-Biografico)
3. ↑  Ilari, Shamà 2008, p. 199.
4. ↑  Cavour 1929, p. 244.
5. ↑  Cavour 1952, p. 355.
6. ↑   Onorificenze di Orazio Di Negro, su quirinale.it, Presidenza della Repubblica Italiana.